# Тепаче (муниципалитет)
Тепа́че (исп. Tepache) — муниципалитет в Мексике, штат Сонора, с административным центром в одноимённом посёлке. Численность населения, по данным переписи 2020 года, составила 1178 человек.

## Общие сведения
Название Tepache с языка индейцев опата можно перевести как — место красивых женщин.
Площадь муниципалитета равна 778,7 км², что составляет 0,4 % от площади штата, а наиболее высоко расположенное поселение Тепаче, находится на высоте 599 метров.
Он граничит с другими муниципалитетами Соноры: на севере с Моктесумой и Дивисадеросом, на востоке с Сауарипой, и на юге и западе с Сан-Педро-де-ла-Куэвой.

## Учреждение и состав
Муниципалитет был образован 15 апреля 1932 года, по данным 2020 года в его состав входит только 2 населённых пункта:
| Код INEGI                  | Населённый пункт                                                                | Численность населения (2005 год) | Численность населения (2010 год) | Численность населения (2020 год) |
| -------------------------- | ------------------------------------------------------------------------------- | -------------------------------- | -------------------------------- | -------------------------------- |
| 063                        | Всего                                                                           | 1184                             | 1365                             | 1178                             |
| 0001                       | Тепаче (исп. Tepache) 29°32′04″ с. ш. 109°31′57″ з. д. (административный центр) | 1125                             | 1305                             | 1128                             |
| 0002                       | Каса-Гранде (исп. Casa Grande) 29°30′52″ с. ш. 109°35′02″ з. д.                 | 59                               | 60                               | 50                               |
| Названия на карте Генштаба |                                                                                 |                                  |                                  |                                  |

## Экономическая деятельность
По статистическим данным 2000 года, работоспособное население занято по секторам экономики в следующих пропорциях:
- сельское хозяйство, скотоводство и рыбная ловля — 30,9 %;
- промышленность и строительство — 28,7 %;
- торговля, сферы услуг и туризма — 35,1 %;
- безработные — 5,3 %.

## Инфраструктура
По статистическим данным 2020 года, инфраструктура развита следующим образом:
- электрификация: 99 %;
- водоснабжение: 92,7 %;
- водоотведение: 99,2 %.